# Loris Tonino Paroli
Loris Tonino Paroli (Casina, 17 gennaio 1944) è un ex brigatista italiano.

## Biografia
Sua madre sposò un ex-partigiano, che fu dunque patrigno di Loris Tonino. Si diplomò all'istituto tecnico, si sposò a vent'anni e a ventuno ebbe un figlio.
Lavorò come operaio alla fabbrica di motori Lombardini di Reggio Emilia; era iscritto alla FGCI ed era delegato sindacale della FIOM-CGIL.
Fece parte del cosiddetto Collettivo politico operai studenti, quelli “dell’appartamento” di Reggio Emilia, con Alberto Franceschini e Prospero Gallinari, in continua rottura con il PCI.
Fu uno degli organizzatori del cosiddetto convegno di Pecorile dell'agosto 1970 in provincia di Reggio Emilia, in cui si discusse del passaggio alla clandestinità e della lotta armata, dello scioglimento del Collettivo Politico Metropolitano e della fondazione di Sinistra Proletaria; fu proprio Paroli a proporre il luogo del convegno: un ristorante con camere d'albergo e un capannone di proprietà di un suo parente.
Nel 1974 lasciò la famiglia a Reggio Emilia per entrare nella colonna torinese delle Brigate Rosse, con il nome di battaglia Pippo, come il nome da partigiano del patrigno..
A Torino Paroli comprò un appartamento con i proventi delle rapine delle BR, e instaurò rapporti con alcuni operai della FIAT; partecipò anche ad un paio di riunioni della direzione strategica dell'organizzazione, come rappresentante della colonna torinese.
L'11 dicembre 1974 partecipò, assieme ad almeno altri due compagni, ad un'irruzione armata dimostrativa negli uffici del sindacato giallo SIDA a Mirafiori. Il 18 febbraio 1975 fece parte, assieme a Margherita Cagol, del commando che liberò il brigatista Renato Curcio dal carcere di Casale Monferrato.
Il 30 aprile 1975, gli agenti dell'Ispettorato antiterrorismo e della polizia politica lo arrestarono nel suo appartamento a Torino. Venne condannato a 16 anni di carcere per costituzione di banda armata, associazione sovversiva e per la liberazione di Curcio.
La sua attività di pittore cominciata in carcere ha riscosso un certo consenso, ma anche qualche polemica per il suo passato brigatista.